# Седрос (острів, Мексика)
Се́дрос (ісп. Isla Cedros) — мексиканський острів у Тихому океані, розташований за 22 кілометри на захід від півострова Каліфорнія. Адміністративно належить до муніципалітету Енсенада. Четвертий за площею острів країни.

## Історія
Експедиція Франциско де Улоа 1539 року виявила на острові кілька поселень індіанського народу Кочимі чисельністю у кількасот осіб кожне. У подальшому вони були примусово переселені єзуїтами на територію сучасної Південної Нижньої Каліфорнії.
Триста років потому острів став прихистком для піратів, які нападали на галеони з філіппінськими скарбами, що їх через Нову Іспанію переправляли до Європи.

## Географія
Клімат узбережжя посушливий, пустельний. Центральна частина отримує більше вологи і тому тут ростуть хвойні дерева, від яких острів отримав свою назву.

### Клімат
Острів знаходиться у зоні, котра характеризується кліматом тропічних пустель. Найтепліший місяць — вересень із середньою температурою 25 °C (77 °F). Найхолодніший місяць — січень, із середньою температурою 18.6 °С (65.5 °F).
| Клімат Седроса          | Клімат Седроса | Клімат Седроса | Клімат Седроса | Клімат Седроса | Клімат Седроса | Клімат Седроса | Клімат Седроса | Клімат Седроса | Клімат Седроса | Клімат Седроса | Клімат Седроса | Клімат Седроса | Клімат Седроса |
| Показник                | Січ.           | Лют.           | Бер.           | Квіт.          | Трав.          | Черв.          | Лип.           | Серп.          | Вер.           | Жовт.          | Лист.          | Груд.          | Рік            |
| Абсолютний максимум, °C | 33             | 33             | 34             | 34             | 37             | 36             | 40             | 37,8           | 38             | 38             | 38             | 38,9           | 40             |
| Середній максимум, °C   | 22,8           | 23,4           | 23,6           | 25,3           | 25,7           | 26,2           | 28,6           | 29,4           | 29,5           | 28,6           | 25,7           | 23,2           | 26             |
| Середня температура, °C | 18,6           | 19,1           | 19,2           | 20,5           | 21             | 21,7           | 24             | 24,9           | 25             | 23,8           | 21,4           | 19,2           | 21,5           |
| Середній мінімум, °C    | 14,3           | 14,7           | 14,7           | 15,7           | 16,3           | 17,3           | 19,4           | 20,5           | 20,5           | 19,1           | 17             | 15,1           | 17,1           |
| Абсолютний мінімум, °C  | 1              | −1,1           | 5,6            | 7              | 2,2            | 8              | 10             | 9              | 14             | 6              | 8              | 5,6            | −1,1           |
| Норма опадів, мм        | 10             | 11             | 5              | 2              | 1              | 0              | 0              | 1              | 3              | 6              | 5              | 9              | 52             |
| Днів з дощем            | 1,1            | 1,1            | 1,1            | 0,4            | 0,2            | 0,1            | 0,1            | 0,2            | 0,3            | 0,9            | 0,6            | 1,5            | 7,6            |
| ----------------------- | -------------- | -------------- | -------------- | -------------- | -------------- | -------------- | -------------- | -------------- | -------------- | -------------- | -------------- | -------------- | -------------- |
| Джерело: Weatherbase    |                |                |                |                |                |                |                |                |                |                |                |                |                |

## Населення
1920 року на Седросі засновано рибальське село з однойменною назвою. Згодом воно розрослося до міста. На острові існують ще кілька поселень.

## Економіка
У XIX сторіччі тут був розвинений промисел тюленів. Наприкінці сторіччя на острові видобували мідь та золото, але запасів вистачило лише на кілька десятиліть.